# جون هنتر كير
جون هنتر كير (بالإنجليزية: John Hunter Kerr)‏ هو مصور أسترالي، ولد في 1821 في إدنبرة في المملكة المتحدة، وتوفي في 6 فبراير 1874 في ملبورن في أستراليا.